# Acanthocephala (insecte)
Pour les articles homonymes, voir Acanthocephala (homonymie).
Genre
Acanthocephala est un genre d'insectes hémiptères du sous-ordre des hétéroptères (punaises), de la famille des Coreidae, de la sous-famille des Coreinae, et de la tribu des Acanthocephalini.

## Liste des sous-genres et espèces
- sous-genre Acanthocephala (Acanthocephala) Laporte, 1833
  - Acanthocephala declivis (Say, 1832)
  - Acanthocephala latipes (Drury, 1782)
- sous-genre Acanthocephala (Metapodiessa) Kirkaldy, 1902
  - Acanthocephala confraterna (Uhler, 1871)
  - Acanthocephala femorata (Fabricius, 1775)
  - Acanthocephala terminalis (Dallas, 1852)
  - Acanthocephala thomasi (Uhler, 1872)

Espèces non classées :
- - Acanthocephala affinis (Walker, 1871)
  - Acanthocephala alata (Burmeister, 1835)
  - Acanthocephala angustipes (Westwood, 1842)
  - Acanthocephala apicalis (Westwood, 1842)
  - Acanthocephala arcuata Uhler, 1884
  - Acanthocephala bicoloripes (Stål, 1855)
  - Acanthocephala concolor (Herrich-Schäffer, 1841)
  - Acanthocephala confraternus Uhler, 1871
  - Acanthocephala consobrina (Westwood, 1842)
  - Acanthocephala dallasi Lethierry & Severin, 1894
  - Acanthocephala equalis (Westwood, 1842)
  - Acanthocephala femoratus Fabricius, 1775
  - Acanthocephala fulvitarsa (Herrich-Schäffer, 1851)
  - Acanthocephala granulosa (Dallas, 1852)
  - Acanthocephala hamata Bergroth, 1924
  - Acanthocephala heissi Brailovsky, 2006
  - Acanthocephala mercur (Mayr, 1865)
  - Acanthocephala ochracea Montandon, 1895
  - Acanthocephala parensis (Dallas, 1852)
  - Acanthocephala pittieri Montandon, 1895
  - Acanthocephala pleuritica (Costa, 1863)
  - Acanthocephala scutellata (Signoret, 1862)
  - Acanthocephala surata (Burmeister, 1835)
  - Acanthocephala unicolor (Westwood, 1842)